# Droga wojewódzka 832
Die Droga wojewódzka 832 (DW 832) ist eine 17 Kilometer lange Droga wojewódzka (Woiwodschaftsstraße) in der polnischen Woiwodschaft Lublin, die Wola Rudzka mit Krężnica Okrągła verbindet. Die Strecke liegt im Powiat Opolski und im Powiat Lubelski.

## Streckenverlauf
Woiwodschaft Lublin, Powiat Opolski
-  Wola Rudzka (DW 824)
- Poniatowa
- Poniatowa-Wieś

Woiwodschaft Lublin, Powiat Lubelski
- Wronów
- Cuple
- Zagórze
-  Krężnica Okrągła (DW 747)